# Carbokentbrooksita
La carbokentbrooksita és un mineral de la classe dels silicats que pertany al grup de l'eudialita. Rep el nom pel seu contingut en carbonat i la seva relació amb la kentbrooksita.

## Característiques
La carbokentbrooksita és un silicat de fórmula química (Na₃Na₃Na₃Na₃Na₃)Ca₆(ᵛMn²⁺₃)Zr₃[Si₃O₉]₂[Si₉O₂₇SiO][Si₉O₂₇Nb(OH)₃](CO₃)(H₂O). Va ser aprovada com a espècie vàlida per l'Associació Mineralògica Internacional l'any 2002. Cristal·litza en el sistema trigonal. La seva duresa a l'escala de Mohs és 5.
Segons la classificació de Nickel-Strunz, la carbokentbrooksita pertany a «09.CO: Ciclosilicats amb enllaços de 9 [Si9O27]18-» juntament amb els següents minerals: al·luaivita, eudialita, ferrokentbrooksita, kentbrooksita, khomyakovita, manganokhomyakovita, oneil·lita, raslakita, feklichevita, zirsilita-(Ce), ikranita, taseqita, rastsvetaevita, golyshevita, labirintita, johnsenita-(Ce), mogovidita, georgbarsanovita, aqualita, dualita, andrianovita, voronkovita i manganoeudialita.

## Formació i jaciments
Va ser descoberta a la glacera Dara-i-Pioz, als Districtes de la Subordinació Republicana (Tadjikistan). Es tracta de l'únic indret de tot el planeta on ha estat descrita aquesta espècie mineral.